# Medicamento sujeito a receita médica
Um medicamento sujeito a receita médica (MSRM) é um medicamento que só pode ser dispensado ao público mediante apresentação de uma receita médica. É o oposto de um medicamento de venda livre. A classificação quanto à dispensa é determinada pelas autoridades de saúde de cada país. Geralmente são classificados como medicamentos sujeitos a receita médica os medicamentos que quando usados sem vigilância médica podem constituir um risco para a saúde, os que são frequentemente utilizados para outros fins, os que são administrados por via parentérica (outra forma que não o trato digestivo) e aqueles em que é necessário avaliar a atividade ou efeitos secundários. Geralmente a receita médica fica retida junto ao estabelecimento comercial responsável pela venda do medicamento. Em contraste, drogas não controladas podem ser obtidas sem receita médica. Diferentes jurisdições têm diferentes definições do que constitui um medicamento de prescrição.

## Por país

### Estados Unidos
"Rx" (℞) é freqüentemente usado como uma forma curta para medicamentos controlados na América do Norte - uma contração da palavra latina "receita" (uma forma imperativa de "recipere") que significa "pegar".
O uso de medicamentos prescritos vem aumentando desde a década de 1960. Nos EUA, 88% dos adultos mais velhos (62-85 anos) usam pelo menos um medicamento de prescrição, enquanto 36% tomam pelo menos 5 medicamentos prescritos simultaneamente.

### Portugal
MSRM é a abreviatura de "Medicamento Sujeito a Receita Médica" Em Portugal utiliza-se a abreviatura MSRM para designar todos os medicamentos que só podem ser dispensados ao utente (doente) na Farmácia Comunitária com a apresentação duma prescrição médica.
Existem ainda as classificações MSRM-E e MSRM-P. MSRM-E é a abreviatura de Medicamento Sujeito a Receita Médica de Estupefaciente - que designa uma classe restrita de medicamentos sujeitos a regras de controlo muito severas. Medicamentos desta classe não se encontram disponíveis em farmácias comunitárias, e para poder efectuar a sua prescrição o médico deve efectuar um pedido para obter os formulários específicos. Estes encontram-se identificados individualmente, e em caso de perda/roubo dos formulários é obrigatória a sua participação por parte do médico, por forma a que sejam anulados e seja impossível utilizá-los de forma ilícita. Fármacos sujeitos a este tipo de controlo incluem, por exemplo, a morfina.
MSRM-P é a abreviatura de Medicamento Sujeito a Receita de Psicotrópicos. Esta classe especial de medicamentos é semelhante à MSRM-E, aplicando-se a fármacos como a buprenorfina e o metilfenidato.

### Brasil
No Brasil, utiliza-se a classificação por tarjas: preta, vermelha e sem tarja.
A tarja preta indica os fármacos que podem causar dependência química. Estes só podem ser comprados mediante apresentação de notificação de receita do tipo "B", a qual fica retida na farmácia após a compra do medicamento e está submetida à fiscalização da vigilância sanitária e polícia federal.
A tarja vermelha indica que o fármaco deve ser comprado apenas com receita médica. Alguns destes medicamentos, como alguns psicotrópicos de tarja não-preta, ou seja, que não causam dependência, precisam ser comprados com receita em duas vias, onde a primeira via (original) fica retida e nela constam o nome e endereço do comprador, do paciente, do médico e da farmácia. A tarja amarela indica que se trata de um medicamento genérico.
Os sem tarja são de venda livre pelo comércio.
| Grupo | Exemplos |
| ----- | --- |
| A1    | Entorpecentes : analgésicos, opioides e não opioides, analgésicos gerais                                                                                  |
| A2    | Entorpecentes : analgésicos, opioides e não opioides |
| A3    | Psicotrópicos : estimulantes do sistema nervoso central                                                                                                   |
| B1    | Psicotrópicos : antiepiléticos, indutores do sono, ansiolíticos, antidepressivos, tranquilizantes                                                         |
| B2    | Psicotrópicos : anorexígenos |
| C1    | Controle Especial : antidepressivos, antiparksonianos, anticonvulsivantes, antiepiléticos, neurolépticos e anestésicos                                    |
| C2    | Retinóides : tratamento de acne cística severa |
| C3    | Talidomida : reação leprótica (medicamento usado por gestantes contra enjoo que causava má formação do feto, fato foi muito discutido há algumas décadas) |
| C4    | Antiretrovirais : infecções originadas do HIV |
| C5    | Anabolizantes |
| D1    | Precursores de Entorpecentes / Psicotrópicos |
| D2    | Precursores de Síntese de Entorpecentes |
| E     | Plantas |
| F     | Produtos de uso proscrito no país |

#### Itens a serem observados a cada prescrição
| Tipo de notificação                 | Notificação de Receita A                                 | Notificação de Receita B                                                                                                   | Notificação de Receita Retinoides                                                                                          | Receita de controle especial C1/C5 | Antibióticos |  |
| ----------------------------------- | -------------------------------------------------------- | --- | --- | --- | --- |  |
| Medicamentos                        | Entorpecentes                                            | Psicotrópicos | Retinoide sistêmico | Anticonvulsivantes, antidepressivos, antipsicóticos                                                                                    | Antibióticos |  |
| Listas                              | Listas A1, A2 e A3                                       | B1 e B2 | C2 | C1/C5 - Receita de Controle especial em 2 vias                                                                                         | Receituário privativo do prescritor ou do estabelecimento de saúde, contendo, obrigatoriamente, as informações exigidas pela norma. Lista da Anvisa (ver).                                                             |  |
| Abrangência                         | Validade em todo o território nacional (Lei 13.732/2018) | Validade em todo o território nacional (Lei 13.732/2018)                                                                   | Validade em todo o território nacional (Lei 13.732/2018)                                                                   | Validade em todo o território nacional (Lei 13.732/2018)                                                                               | Validade em todo o território nacional (Lei 13.732/2018) |  |
| Cor da notificação                  | Amarela                                                  | Azul | Branca | - | |  |
| Qte. max. por receita               | 5 ampolas                                                | 5 ampolas | 5 ampolas no caso de medicamento injetável. 30 dias para as demais formas farmacêuticas.                                   | | Não há uma delimitação da quantidade de caixas, unidades posológicas e tempo de uso. A quantidade a ser dispensada pela farmácia ou drogaria deve estar de acordo com a prescrição feita pelo profissional habilitado. |  |
| Qte. por período de tratamento      | 30 dias; acima acompanha justificativa                   | 60 dias (30 dias para B2)                                                                                                  | 30 dias | 5 ampolas e tratamento de 60 dias para demais formas farmacêuticas. Tratamento por 6 meses para anticonvulsivante ou antiparkinsoniano | |  |
| Quem imprime o talão de notificação | Autoridade sanitária                                     | O profissional retira a numeração junto da autoridade sanitária, escolhe a gráfica para imprimir o talão às suas expensas. | O profissional retira a numeração junto da autoridade sanitária, escolhe a gráfica para imprimir o talão às suas expensas. | | |  |

#### Receita de controle especial ou comum
| Medicamentos                | Controle Especial                                        | Anabolizantes                                            | Anti-retrovirais                                         | Adendo das listas                                        |
| --------------------------- | -------------------------------------------------------- | -------------------------------------------------------- | -------------------------------------------------------- | -------------------------------------------------------- |
| Listas                      | C1                                                       | C5                                                       | C4                                                       | A1, A2 e B1                                              |
| Abrangência                 | Validade em todo o território nacional (Lei 13.732/2018) | Validade em todo o território nacional (Lei 13.732/2018) | Validade em todo o território nacional (Lei 13.732/2018) | Validade em todo o território nacional (Lei 13.732/2018) |
| Cor                         | A critério                                               | A critério                                               | A critério                                               | A critério                                               |
| Qte. max por receita        | 5 ampolas; 3 medicamentos                                | 5 ampolas                                                | 5 substâncias 5 medicamentos                             | 1 medicamento                                            |
| Qte. período de tratamentos | 60 dias                                                  | 60 dias                                                  | 60 dias                                                  | A1 e A2 30 dias e B1 60 dias                             |

De acordo com a Portaria 344/98 do Brasil todas as substâncias incluidas na portaria devem ficar guardadas sob chave e responsabilidade do farmacêutico.